# Diocesi di Kam"janec'-Podil's'kyj
La diocesi di Kam"janec'-Podil's'kyj (in latino Dioecesis Camenecensis Latinorum) è una sede della Chiesa cattolica in Ucraina suffraganea dell'arcidiocesi di Leopoli. Nel 2023 contava 236.240 battezzati su 2.738.300 abitanti. La sede è vacante, in attesa che il vescovo eletto Edvard Kava, O.F.M.Conv., ne prenda possesso.

## Territorio
La diocesi comprende le oblast' di Chmel'nyc'kyj e Vinnycja.
Sede vescovile è la città di Kam"janec'-Podil's'kyj, dove si trova la cattedrale dei Santi Pietro e Paolo. Quando i Turchi nel 1672 conquistarono la città non distrussero la cattedrale, ma costruirono un minareto davanti alla facciata. I Polacchi, riconquistata la città nel 1699, non distrussero il minareto, ma posero sulla sommità una statua dorata della Vergine Maria.
Il territorio è suddiviso in 245 parrocchie.

## Storia
Incerte sono le origini della diocesi di Kam"janec', in assenza di documenti coevi. Il legame che il principe di Podolia Aleksander Koriatowicz (morto circa 1378-1382), ebbe con la Polonia, favorì l'arrivo in questo territorio di missionari francescani e domenicani nella seconda metà del XIV secolo.
Su richiesta dei principi di Podolia, Costantino e Basilio, con la lettera Sane nuper pro parte, papa Urbano VI (1378-1389) incaricò il cardinale di Esztergom Dömötör Vaskúti, legato papale, con l'ausilio del vescovo di Pécs, di avviare un'indagine in vista dell'erezione di una nuova diocesi a Kam"janec'. Non è nota la data di questa lettera, che è comunque precedente la morte del cardinale Dömötör Vaskúti (1387).
Non si hanno documenti ufficiali di fondazione della diocesi. Il primo vescovo storicamente documentato è Aleksander, che appare tra i firmatari di un atto del 19 giugno 1406 e che morì nel 1410. Originariamente suffraganea dell'arcidiocesi di Halyč, il 28 agosto 1412 divenne suffraganea dell'arcidiocesi di Leopoli, in seguito alla traslazione da Halyč a Leopoli della sede metropolitana.
La dotazione della mensa vescovile fu elargita da Vitoldo e consisteva nel possesso di cospicui beni fondiari, possesso che fu confermato ai vescovi di Kam"janec' da Giovanni I Alberto di Polonia.
La chiesa cattedrale, dedicata ai Santi Pietro e Paolo, fu costruita nei primi anni dell'episcopato di Paweł z Bojańczyc, dal 1428 al 1430. Prima di questa data esistevano in città solo le chiese dei francescani e dei domenicani. Con la costruzione fu possibile pensare alla costruzione dell'episcopio e alla fondazione del capitolo, che avvenne il 3 novembre 1454, con un organico di otto canonici, di cui tre dignità: preposito, arcidiacono e decano. La dotazione originaria del capitolo non è nota, perché molti importanti documenti andarono persi in un incendio alla fine del XV secolo. Le dignità diventarono quattro alla fine del XVI secolo e il numero dei canonici fu elevato a dieci nel XVII secolo.
Il 16 ottobre 1798, in forza della bolla Maximis undique con cui papa Pio VI riorganizzava le diocesi cattoliche in territorio russo dopo la spartizione della Polonia, quella di Kam"janec' venne fatta coincidere con la regione della Podolia e resa suffraganea dell'arcidiocesi di Mahilëŭ.
Nel corso dell'Ottocento la diocesi visse diversi periodi di sede vacante. A seguito della cosiddetta Rivolta di Gennaio contro il governo zarista, iniziò una persecuzione in Podolia contro la Chiesa cattolica. L'ukaz imperiale del 3 giugno 1866 decise la soppressione della diocesi e la deportazione a Kiev del vescovo Antoni Fijałkowski. Da questo momento di fatto la diocesi rimase senza vescovo e la Santa Sede provvide a questa situazione anomala affidando la diocesi, con decreto della Congregazione Concistoriale del 3 maggio 1867, alla cura dei vescovi delle diocesi unite di Luc'k e Žytomyr.
Solo al termine della prima guerra mondiale e dopo la fine del regime zarista, la Santa Sede poté nominare un nuovo vescovo nella persona di Piotr Mańkowski nel settembre del 1918.
Il 27 aprile 1922 i sovietici saccheggiarono la cattedrale. Il 9 febbraio 1926 il vescovo Piotr Mańkowski si dimise, aprendo una sede vacante che durerà fino al crollo del comunismo. Dal 1946 al 1990 la cattedrale fu chiusa al culto e adibita a museo dell'ateismo.
Con la fine del regime sovietico e la nascita della repubblica indipendente dell'Ucraina, i confini della diocesi vennero allargati verso sud e verso est, per includere tutti i territori ucraini della diocesi di Tiraspol. Contestualmente la diocesi entrò a far parte della provincia ecclesiastica dell'arcidiocesi di Leopoli.
Il 4 maggio 2002 ha ceduto parte del suo territorio a vantaggio dell'erezione delle diocesi di Charkiv-Zaporižžja e di Odessa-Sinferopoli.

## Cronotassi dei vescovi
Si omettono i periodi di sede vacante non superiori ai 2 anni o non storicamente accertati.
- Wilhelm, O.P. ? † (? - 1375 deceduto)
- Rokosius Ostoj ? † (1378 - 1398 deceduto)[5]
- Aleksander † (prima del 1406 - 1410 deceduto)[18]
- Andrzej z Bazylei † (11 maggio 1411 - 1413 deceduto)
- Zbigniew z Łapanowa † (20 agosto 1413 - giugno 1428 deceduto)
  - Maciej † (? - 1427 deceduto)
- Paweł z Bojańczyc † (5 luglio 1428 - 18 marzo 1453 deceduto)
- Mikołaj Łabuński † (28 ottobre 1453 - 13 ottobre 1467 deceduto)
- Mikołaj Leśniowski ? † (1468 - 1469 deceduto)
- Mikołaj Próchnicki † (5 giugno 1469 - 21 giugno 1479 deceduto)
- Maciej ze Starej Łomży † (19 marzo 1484 - 14 marzo 1490 nominato vescovo di Chełm)
- Piotr z Lesiowa, O.P. † (9 ottobre 1492 - circa 1500 deceduto)
  - Jan Próchnicki † (? - 1493 deceduto)
  - Piotr Powała † (? - 1502 deceduto)
  - Andrzej Chodecki † (1502 - 1507 deceduto) (vescovo eletto)
- Jakub Buczacki † (10 luglio 1510 - 5 novembre 1518 nominato vescovo di Chełm)
- Wawrzyniec Międzyleski † (13 marzo 1521 - 13 maggio 1529 deceduto)
- Piotr Gamrat † (29 gennaio 1531 - 27 ottobre 1535 nominato vescovo di Przemyśl)
- Sebastian Branicki † (27 ottobre 1535 - 29 luglio 1538 nominato vescovo di Chełm)
- Jan Wilamowski † (17 ottobre 1539 - 1540 deceduto)
- Mikołaj Dzierzgowski † (20 maggio 1541 - 31 maggio 1542 nominato vescovo di Chełm)
- Jan Dziaduski † (31 maggio 1542 - 30 marzo 1543 nominato vescovo di Chełm)
- Andrzej Zebrzydowski † (30 marzo 1543 - 8 giugno 1545 nominato vescovo di Chełm)
- Jan Drohojowski † (26 agosto 1545 - 19 febbraio 1546 nominato vescovo di Chełm)
- Benedykt Izdbieński † (19 febbraio 1546 - 17 maggio 1546 nominato vescovo di Poznań)
- Leonard Słończewski † (20 agosto 1546 - prima del 27 marzo 1562 deceduto)
  - Piotr Arciechowski † (1562 - 1562 deceduto) (vescovo eletto)
- Dionizy Secygniowski † (4 giugno 1563 - 1576 deceduto)
- Marcin Białobrzeski † (19 luglio 1577 - 19 aprile 1586 deceduto)
- Wawrzyniec Goślicki † (7 gennaio 1587 - 22 gennaio 1590 nominato vescovo di Chełm)
- Stanisław Gomoliński † (12 febbraio 1590 - 31 luglio 1591 nominato vescovo di Chełm)
- Paweł Wołucki † (5 dicembre 1594 - 30 luglio 1607 nominato vescovo di Luc'k)
- Jan Andrzej Próchnicki † (13 agosto 1607 – 24 novembre 1614 nominato arcivescovo di Leopoli)
- Adam Nowodworski † (26 gennaio 1615 - 29 novembre 1627 nominato vescovo di Przemyśl)
- Paweł Piasecki † (20 dicembre 1627 - 27 novembre 1641 nominato vescovo di Chełm)
- Andrzej Leszczyński † (16 dicembre 1641 - 3 dicembre 1646 nominato vescovo di Chelmno)
- Michał Erazm Działyński † (17 dicembre 1646 - 1657 deceduto)
- Jan Ludwik Stępkowski † (1657 succeduto - 1660 deceduto)
  - Sede vacante (1660-1664)
- Zygmunt Czyżowski † (1º settembre 1664 - 15 dicembre 1666 nominato vescovo di Luc'k)
- Albert Koryciński † (7 marzo 1667 - 30 giugno 1670 nominato arcivescovo di Leopoli)
- Wespazjan Lanckoroński † (6 ottobre 1670 - agosto 1676 deceduto)
  - Jan Czarnecki † (circa 1677)
- Stanisław Wojeński † (19 febbraio 1680 - 1685 deceduto)
- Jerzy Albrecht Denhoff † (1º aprile 1686 - 19 ottobre 1689 nominato vescovo di Przemyśl)
  - Sede vacante (1689-1700)
- Jan Chryzostom Gniński, O.Cist. † (28 maggio 1700 - 10 agosto 1716 deceduto)
- Stefan Bogusław Rupniewski † (23 dicembre 1716 - 1º dicembre 1721 nominato vescovo di Luc'k)
- Stanisław Józef Hozjusz † (14 gennaio 1722 - 19 gennaio 1733 nominato vescovo di Poznań)
- Augustyn Wessel, O.Cist. † (11 maggio 1733 - 11 febbraio 1735 deceduto)
- Franciszek Antoni Kobielski † (19 novembre 1736 - 30 settembre 1739 nominato vescovo di Luc'k)
- Wacław Hieronim Sierakowski † (16 novembre 1739 - 25 maggio 1742 nominato vescovo di Przemyśl)
- Mikołaj Dembowski † (9 luglio 1742 - 26 settembre 1757 nominato arcivescovo di Leopoli)
  - Hieronim Antoni Szeptycki † (1757 - 24 settembre 1759 nominato vescovo di Płock) (amministratore apostolico)
- Adam Stanisław Krasiński † (24 settembre 1759 - 16 ottobre 1798 dimesso)
- Jan Dembowski † (16 ottobre 1798 succeduto - 13 settembre 1809 deceduto)
  - Sede vacante (1809-1815)
- Franciszek Borgiasz Mackiewicz † (15 marzo 1815 - 13 gennaio 1842 deceduto)
  - Sede vacante (1842-1853)
- Mikołaj Górski † (27 giugno 1853 - 29 dicembre 1855 deceduto)
  - Sede vacante (1855-1860)
- Antoni Fijałkowski † (23 marzo 1860 - 23 febbraio 1872 nominato vescovo di Mahilëŭ)
  - Sede vacante (1872-1918)
  - Ludwik Bartłomiej Brynk † (23 febbraio 1872 - 19 settembre 1874 deceduto) (amministratore apostolico)[19]
- Piotr Mańkowski † (24 settembre 1918 - 9 febbraio 1926 dimesso[20])
  - Sede vacante (1926-1991)
- Jan Olszański, M.I.C. † (16 gennaio 1991 - 4 maggio 2002 ritirato)
- Maksymilian Leonid Dubrawski, O.F.M. (4 maggio 2002 - 1º luglio 2025 ritirato)
- Edvard Kava, O.F.M.Conv., dal 1º luglio 2025

## Statistiche
La diocesi nel 2023 su una popolazione di 2.738.300 persone contava 236.240 battezzati, corrispondenti all'8,6% del totale.
| anno | popolazione | popolazione | popolazione | presbiteri | presbiteri | presbiteri | presbiteri                | diaconi | religiosi | religiosi | parrocchie |
| anno | battezzati  | totale      | %           | numero     | secolari   | regolari   | battezzati per presbitero | diaconi | uomini    | donne     | parrocchie |
| ---- | ----------- | ----------- | ----------- | ---------- | ---------- | ---------- | ------------------------- | ------- | --------- | --------- | ---------- |
| 1999 | 300.000     | 25.000.000  | 1,2         | 140        | 71         | 69         | 2.142                     |         | 104       | 129       | 69         |
| 2000 | 300.000     | 24.000.000  | 1,3         | 154        | 76         | 78         | 1.948                     |         | 114       | 132       | 69         |
| 2001 | 300.000     | 24.000.000  | 1,3         | 150        | 77         | 73         | 2.000                     |         | 109       | 131       | 69         |
| 2002 | 300.000     | 24.000.000  | 1,3         | 160        | 80         | 80         | 1.875                     |         | 115       | 176       | 69         |
| 2003 | 255.000     | 4.020.000   | 6,3         | 148        | 83         | 65         | 1.722                     |         | 100       | 151       | 69         |
| 2004 | 255.000     | 4.020.000   | 6,3         | 145        | 84         | 61         | 1.758                     |         | 94        | 147       | 203        |
| 2006 | 255.000     | 3.085.696   | 8,3         | 157        | 93         | 64         | 1.624                     |         | 131       | 145       | 207        |
| 2011 | 250.000     | 2.982.200   | 8,4         | 158        | 87         | 71         | 1.582                     |         | 141       | 165       | 220        |
| 2013 | 250.000     | 2.942.800   | 8,5         | 155        | 91         | 64         | 1.612                     |         | 134       | 150       | 222        |
| 2016 | 250.000     | 2.898.383   | 8,6         | 178        | 108        | 70         | 1.404                     |         | 142       | 145       | 222        |
| 2019 | 244.815     | 2.838.300   | 8,6         | 185        | 105        | 80         | 1.323                     |         | 153       | 161       | 246        |
| 2021 | 241.670     | 2.801.270   | 8,6         | 185        | 106        | 79         | 1.306                     |         | 149       | 154       | 245        |
| 2023 | 236.240     | 2.738.300   | 8,6         | 178        | 99         | 79         | 1.327                     |         | 150       | 157       | 245        |